# Список эскалаторов Московского метрополитена
На данной странице представлен список эскалаторов и траволаторов Московского метрополитена и Московского монорельса. Всего по состоянию на март 2023 года в Московском метрополитене 1098 эскалаторов и 2 траволатора (выходы со станции метро «Технопарк» к ТЦ «Остров мечты»), в том числе 18 на станциях монорельса, из них 1 законсервирован (см. список ниже). В данном списке не приведены списки эскалаторов Московского центрального кольца, за исключением наклонных ходов, ведущих из метро в совмещённые с МЦК вестибюли.

## Эскалаторы-рекордсмены
- Самые длинные эскалаторы в Москве расположены в вестибюле станции «Марьина Роща» Большой кольцевой линии (высота подъёма — 64,5 м), а два самых коротких — в южном вестибюле станции «Саларьево» (высота подъёма — 3,1 м)[1].
- Абсолютный рекорд продолжительности эксплуатации эскалаторов без их замены принадлежит станциям метро «Белорусская» Кольцевой линии (западный вестибюль) и «Комсомольская» (выпущены в 1952 году и эксплуатируются по сей день). Предыдущий рекорд в 71 год и 3 недели, установленный станцией метро «Бауманская», был побит 21 февраля 2023 года.

## Основные поколения эскалаторов
Ниже приведены серии основных эскалаторов, устанавливавшихся в Московском метрополитене. В скобках указаны годы открытия установленных эскалаторов.
1. Эскалаторы серии Н (1935—1949), выпускавшиеся в 1935—1950 годах московским заводом «Подъёмник», ленинградским заводом «Красный металлист» и Перовским машиностроительным заводом. Серия Н делилась по моделям на Н-10, Н-20, Н-30 и Н-40. Высота подъёма в зависимости от модели от 9,2 м до 40 м. Эскалаторы этого типа устанавливались на станциях 1-й, 2-й, 3-й и 4-й очередей (монтаж завершён до конца 1949 года), в основном в трёхленточных наклонах (кроме них, две пары по две ленты были установлены в переходе со станции «Охотный Ряд» и одна пара на выходе станции «Парк культуры» Сокольнической линии). Всего в Москве было 90 эскалаторов данного типа, последние эскалаторы на станции «Бауманская» прекратили работу в 1:30 мск 8 февраля 2015 года в связи с их заменой. В этих эскалаторах использовалась отделка из натурального дубового массива, в частности, из дерева были выполнены перила и ступени.
2. Эскалаторы серии ЭМ (1952—1959), выпускавшиеся в 1951—1960 годах Перовским машиностроительным заводом. Главный конструктор — Георгий Бовин. Данная серия представлена моделями ЭМ-1, ЭМ-1М, ЭМ-4 и ЭМ-5. Высота подъёма у машин ЭМ-1 и ЭМ-1М не превышает 14 м, у машин ЭМ-4 — 43 м, а у машин ЭМ-5 — 53,5 м. Машины серии ЭМ устанавливались в Московском метрополитене в 1950-е годы на станциях северо-западной дуги Кольцевой линии, на станциях «Арбатская», «Смоленская» и «Киевская» Арбатско-Покровской линии, первом участке Рижского радиуса, станциях «Фрунзенская», «Спортивная», «Ленинские горы» (в том числе на эскалаторной галерее), «Университет» и «Красные Ворота» (в восточном вестибюле) Сокольнической линии. Всего в Москве было 27 эскалаторов типов ЭМ-1 и ЭМ-1М (в работе осталось 15), 50 эскалаторов типа ЭМ-4 (в работе осталось 29) и 15 эскалаторов типа ЭМ-5 (в работе осталось 6). Помимо Московского метрополитена, эскалаторы данной серии поставлялись для оснащения первого участка Киевского и единичных станций первого участка Тбилисского метрополитенов (например в Тбилиси 3 эскалатора типа ЭМ-5 установлены на станции «Марджанишвили», а 6 таких же установлены на станции «Арсенальная» Киевского метрополитена).
3. Эскалаторы серии ЛТ (1962—1979), выпускавшиеся в 1955—1979 годах Ленинградским машиностроительным заводом имени И. Е. Котлякова производственного объединения «Эскалатор». Эта серия представлена в Москве моделями ЛТ-3, ЛТ-4, ЛТ-5 и отдельной серией поэтажных эскалаторов ЛП-6/6А/6И. Высота подъёма у машин ЛТ-3 не превышает 50 м, у машин ЛТ-4 — 25 м, а у машин ЛТ-5 — 15 м. Эти эскалаторы получили распространение на станциях Калужско-Рижской и Таганско-Краснопресненской линий, запущенных в период между 1961 и 1979 годами, а также они были установлены в новых выходах станций «Дзержинская» и «Киевская», на переходах станций «Кировская» и «Площадь Революции» и в выходе новой станции «Горьковская» (1979). В Москве в настоящее время эксплуатируются 40 эскалаторов типа ЛТ-3, 21 эскалатор типа ЛТ-4 и 50 эскалаторов типа ЛТ-5. Первой демонтированной машиной данного типа стал трёхленточный эскалатор ЛТ-4 в северном вестибюле станции «Ленинский проспект», который прекратил работу 29 октября 2016 года. Эскалаторы серии ЛП-6 устанавливались в Московском метрополитене в тот же период, что и ЛТ — с 1962 по 1975 годы на новых станциях мелкого заложения и в переходах. Эскалаторы этой серии оказались ненадёжными и с 1986 года началась их массовая замена на более совершенные эскалаторы ЭТ-5М, завершившаяся в 1997 году. Всего в Москве было 42 эскалатора серии ЛП-6, в том числе 2 ЛП-6 (1962, «Академическая», проработали дольше всех и заменены в 1997 году), 17 ЛП-6А (1964—1966) и 23 ЛП-6И (1968—1975, 2 эскалатора на станции «Александровский сад» были демонтированы и заменены лестницей).
4. Эскалаторы серии ЭТ (1978—2004), выпускавшиеся в 1978—2004 годах Ленинградским машиностроительным заводом имени И. Е. Котлякова / ОАО «ЭЛЭС». Серия представляла собой глубокую модернизацию серии ЛТ с использованием новых технологий в эскалаторостроении. Модели: ЭТ-2 и ЭТ-2М (высота подъёма от 45 до 65 м), ЭТ-3 и ЭТ-3М (высота подъёма от 15/25 до 45 м), ЭТ-4 (высота подъёма от 15 до 25 м, развития не получила) и ЭТ-5 и ЭТ-5М (высота подъёма до 15 м). Эскалаторами серии ЭТ укомплектовывались все новые станции, выходы и переходы с 1978 года, а также ими заменялись более старые эскалаторы серий Н и ЛП-6. Всего в Москве 313 эскалаторов этой серии: 13 машин ЭТ-2 (1979—1980), 16 машин ЭТ-3 (1979—1986), 4 машины ЭТ-4 (1979), 4 машины ЭТ-4Б (1986), 27 (было 36) машин ЭТ-5 (1978—1983), 31 машина ЭТ-2М (1988—1999), 65 машин ЭТ-3М (1987—2004), 4 машины ЭТ-30 (1996), 143 машины ЭТ-5М (1984—1999, 2 машины демонтированы на выходе станции «Чкаловская»).
5. Эскалаторы серии Е (2000—2012), выпускавшиеся в 2000—2012 годах ЗАО «ЭЛЭС». Устанавливались на новых станциях, выходах и переходах, а также ими заменялись выводимые из эксплуатации эскалаторы серий Н, ЭМ и ЭТ. На сентябрь 2015 года в Москве работали в сумме 180 эскалаторов этой серии, в том числе: 83 эскалаторов типа Е-25Т (высота подъёма до 25 м), 56 эскалаторов типа Е-55Т (высота подъёма от 25 до 55 м), 4 эскалатора типа Е-75Т (высота подъёма до 75 м, установлены на станции «Парк Победы» с высотой подъёма 63,4 м) и 37 поэтажных эскалаторов типа Е-900Т (высота подъёма до 12 м, 15 машин работают на станциях Бутовской линии, 4 машины работают на станции «Деловой центр», 18 машин работают на монорельсовой дороге).
6. Эскалаторы серий ТК-65, ЭС (с 2013) производства ЗАО «Эскомстроймонтаж-сервис»[2], FT-935 Victoria и FT-955 Victoria Tube производства ThyssenKrupp (с 2021 года — TKE), Schindler и ETK производства Крюковского вагоностроительного завода. Устанавливаются на новых станциях, а также ими были заменены последние эскалаторы серии Н и заменяются эскалаторы серии ЭМ, ЛТ и ЭТ. Отличаются светодиодной подсветкой внизу балюстрады, а также технологической возможностью сужения балюстрад, что позволило с 2015 года проводить реконструкцию наклонных ходов с увеличением числа эскалаторов. Также эскалаторы FT-935 отличаются энергосберегающими технологиями, а ЕТК отличаются наличием светодиодных столбиков направления движения, аналогичных устанавливаемым в Киевском метрополитене с 2000 года. Накопительные площадки в торцах эскалаторов данных типов оснащены рельефными металлическими табличками с логотипом компании-производителя эскалатора.

## Список эскалаторов
- Основой для составления данного списка стал список эскалаторов, размещавшийся на официальном сайте Московского метрополитена до его первого редизайна в начале 2012 года. Последнее обновление исходного списка датируется июнем 2011 года (присутствуют данные по замене эскалаторов на «Медведково», «Бабушкинской» и «Парке культуры», но ещё нет данных по эскалаторам на «Борисово», «Шипиловской» и «Зябликово»). Дальнейшее наполнение списка ведётся исходя из данных по характеристикам, заложенных поставщиком по каждому новому наклонному ходу. Также для выявления неучтённых локаций эскалаторов в наклонных ходах, запущенных после удаления первоначального списка с официального сайта метрополитена, используется картографическая подложка мобильного приложения «Метро», разработанного веб-студией Involta. По всем случаям замены эскалаторов серий Н, ЭМ, ЛП-6, а также во всех наклонных ходах, где работы начались после 29 мая 2010 года, также даны модели изначальных эскалаторов, установленных при открытии наклонного хода.

### Действующие наклонные ходы
| Станция                                                          | Линии       | Расположение наклона и назначение эскалаторов | Годы эксплуатации (год ввода) и модель предыдущих эскалаторов | Год пуска текущих эскалаторов | Модель текущих эскалаторов | Количество эскалаторов в наклоне | Высота подъёма, м |
| ---------------------------------------------------------------- | ----------- | --- | ------------------------------------------------------------- | ----------------------------- | -------------------------- | -------------------------------- | ----------------- |
| Авиамоторная (Калининская линия)                                 | @8          | западный торец станции; выход в город |                                                               | 1979                          | ЭТ-2                       | 4                                | 48,8              |
| Авиамоторная (Большая кольцевая линия)                           | @11         | южный вестибюль; выход в город |                                                               | 2020                          | FT 935 VICTORIA            | 4                                | 13,31             |
| Авиамоторная (Большая кольцевая линия)                           | @11 @8      | центр зала; переход на Калининскую линию |                                                               | 2024                          | ЭС-02                      | 4                                | 35,6              |
| Авиамоторная (Большая кольцевая линия)                           | @11         | северный вестибюль; выход в город |                                                               | 2024                          | Schindler 9700             | 3                                | ?                 |
| Автозаводская                                                    | @2          | северный вестибюль; выход в город | 1968 (ЛП-6И)                                                  | 1994                          | ЭТ-5М                      | 3                                | 6,4               |
| Автозаводская                                                    | @2          | южный вестибюль; выход в город | 1943—1997 (Н-20-III)                                          | 1998                          | ЭТ-5М                      | 3                                | 11,0              |
| Академическая                                                    | @6          | южный вестибюль; выход в город | 1962—1997 (ЛП-6)                                              | 1997                          | ЭТ-5М                      | 1 (до замены — 2)                | 4,2               |
| Алексеевская                                                     | @6          | выход в город | 1958—2026 (ЭМ-5)                                              | 2027 (планируется)            | ТК-65                      | 3 (после замены — 4)             | 51,2              |
| Алма-Атинская                                                    | @2          | северный вестибюль; выход в город |                                                               | 2012                          | Е-25Т                      | 3                                | 10,0              |
| Аминьевская                                                      | @11         | северный вестибюль; выход в город |                                                               | 2021                          | ЭС-03М                     | 3                                | 8,8               |
| Аминьевская                                                      | @11         | южный вестибюль; выход в город |                                                               | 2021                          | ЭС-03М                     | 3                                | 8,8               |
| Аннино                                                           | @9          | северный вестибюль; выход в город |                                                               | 2001                          | Е-25Т                      | 3                                | 6,6               |
| Арбатская (Арбатско-Покровская линия)                            | @3          | восточный торец станции; переход на станции «Библиотека имени Ленина» и «Александровский сад» и выход в город через совмещённый вестибюль (большой наклон)                                      |                                                               | 1953; планируется замена      | ЭМ-4                       | 3                                | 27,6              |
| Арбатская (Арбатско-Покровская линия)                            | @3          | западный вестибюль; выход в город | 1953—2006 (ЭМ-4)                                              | 2007                          | Е-55Т                      | 3                                | 40,8              |
| Аэропорт                                                         | @2          | западный аванзал станции; выход в город |                                                               | 1979                          | ЭТ-5                       | 2                                | 3,2               |
| Аэропорт Внуково                                                 | @8А         | выход в город |                                                               | 2023                          | ЭС-03К                     | 3                                | 7,3               |
| Бабушкинская                                                     | @6          | южный вестибюль; выход в город | 1978—2011 (ЭТ-5)                                              | 2012                          | Е-25Т                      | 3                                | 5,6               |
| Баррикадная                                                      | @7          | восточный торец станции; выход в город |                                                               | 1972                          | ЛТ-3                       | 3                                | 29,8              |
| Баррикадная                                                      | @7 @5       | западный торец станции; переход на станцию «Краснопресненская» |                                                               | 1972                          | ЛТ-5                       | 4                                | 6,6               |
| Бауманская                                                       | @3          | выход в город | 1944—2015 (Н-40-III)                                          | 2015                          | ЭС-02                      | 4 (до замены — 3)                | 32,5              |
| Беговая                                                          | @7          | восточный вестибюль; выход в город |                                                               | 1972                          | ЛТ-5                       | 2                                | 4,6               |
| Беговая                                                          | @7          | западный вестибюль; выход в город |                                                               | 1972                          | ЛТ-5                       | 2                                | 6,6               |
| Беломорская                                                      | @2          | выход в город |                                                               | 2018                          | Schindler 9700AE           | 2                                | 12,6              |
| Беломорская                                                      | @2          | вход в метро |                                                               | 2018                          | Schindler 9700AE           | 2                                | 12,6              |
| Белорусская (Кольцевая линия)                                    | @5          | восточный вестибюль; выход в город |                                                               | 1997                          | ЭТ-3М                      | 4                                | 36,6              |
| Белорусская (Кольцевая линия)                                    | @5          | западный вестибюль; выход в город |                                                               | 1952                          | ЭМ-4                       | 3                                | 42,5              |
| Белорусская (Кольцевая линия)                                    | @5 @2       | центр зала; переход на станцию «Белорусская» Замоскворецкой линии | 1952—2010 (ЭМ-1)                                              | 2010                          | Е-25Т                      | 3                                | 10,2              |
| Белорусская (Замоскворецкая линия)                               | @2          | северный торец станции; выход в город | 1938 (Н-40-II)                                                | 1998                          | ЭТ-3М                      | 3                                | 30,6              |
| Беляево                                                          | @6          | северный вестибюль; выход в город |                                                               | 1974                          | ЛТ-5                       | 3                                | 7,8               |
| Бибирево                                                         | @9          | восточный вестибюль; выход в город |                                                               | 1992                          | ЭТ-5М                      | 2                                | 5,6               |
| Борисово                                                         | @10         | северный вестибюль; выход в город |                                                               | 2011                          | Е-25Т                      | 3                                | 12,2              |
| Борисово                                                         | @10         | южный вестибюль; выход в город |                                                               | 2011                          | Е-25Т                      | 3                                | 11,4              |
| Боровицкая                                                       | @9          | южная часть станции; переход на станцию «Библиотека имени Ленина» и выход в город через совмещённый вестибюль                                                                                   |                                                               | 1986                          | ЭТ-3                       | 4                                | 37,2              |
| Боровицкая                                                       | @9 @1       | общий со станцией «Библиотека имени Ленина» аванзал; выход в город через совмещённый вестибюль                                                                                                  |                                                               | 1986                          | ЭТ-5М                      | 2                                | 5,6               |
| Боровицкая                                                       | @9 @3       | северный торец станции; переход на станцию «Арбатская» |                                                               | 1986                          | ЭТ-4Б                      | 4                                | 17,0              |
| Боровское шоссе                                                  | @8А         | юго-западный вестибюль; выход в город |                                                               | 2018                          | ЭС-03                      | 4                                | 13,0              |
| Ботанический сад                                                 | @6          | южный вестибюль; выход в город | 1978—2015 (ЭТ-5)                                              | 2015                          | ЭС-03                      | 3                                | 7,2               |
| Бульвар Адмирала Ушакова                                         | @12         | западный вестибюль; выход в город |                                                               | 2003                          | Е-900Т                     | 3                                | 9,6               |
| Бульвар Рокоссовского                                            | @1          | южный вестибюль; выход в город |                                                               | 1990                          | ЭТ-5М                      | 2                                | 4,0               |
| Бунинская аллея                                                  | @12         | западный вестибюль; выход в город |                                                               | 2003                          | Е-900Т                     | 3                                | 9,6               |
| Бутырская                                                        | @10         | северный вестибюль; выход в город |                                                               | 2016                          | ЭС-02                      | 4                                | 45,0              |
| Бутырская                                                        | @10         | южный вестибюль; выход в город |                                                               | 2016                          | ЭС-02                      | 3                                | 44,2              |
| Варшавская                                                       | @11         | западный вестибюль; выход в город | 1969—1989 (ЛП-6И)                                             | 1989                          | ЭТ-5М                      | 2                                | 5,2               |
| Варшавская                                                       | @11         | восточный вестибюль; выход в город | 1969—1986 (ЛП-6И)                                             | 1986                          | ЭТ-5М                      | 2                                | 6,6               |
| ВДНХ                                                             | @6          | северный вестибюль; выход в город с возможностью наземной пересадки на станцию монорельса «Выставочный центр»                                                                                   | 1958—2013 (ЭМ-5)                                              | 2014                          | ТК-65                      | 3                                | 53,5              |
| ВДНХ                                                             | @6          | южный вестибюль; выход в город |                                                               | 1997                          | ЭТ-3М                      | 3                                | 41,6              |
| Верхние Лихоборы                                                 | @10         | южный вестибюль; выход в город |                                                               | 2018                          | ЭС-02                      | 3                                | 42,0              |
| Верхние Лихоборы                                                 | @10         | северный вестибюль; выход в город |                                                               | 2018                          | ТК-65                      | 4                                | 51,6              |
| Владыкино                                                        | @9 @14      | северный вестибюль; выход в город и переход на МЦК |                                                               | 1991                          | ЭТ-5М                      | 3                                | 10,4              |
| Владыкино                                                        | @9          | южный вестибюль; выход в город |                                                               | 1991                          | ЭТ-5М                      | 3                                | 13,4              |
| Водный стадион                                                   | @2          | северный вестибюль; выход в город | 1964 (ЛП-6А)                                                  | 1996                          | ЭТ-5М                      | 1                                | 6,0               |
| Водный стадион                                                   | @2          | южный вестибюль; выход в город | 1964 (ЛП-6А)                                                  | 1997                          | ЭТ-5М                      | 1                                | 6,0               |
| Волоколамская                                                    | @3          | северо-западный вестибюль; выход в город |                                                               | 2009                          | Е-25Т                      | 3                                | 15,8              |
| Волоколамская                                                    | @3          | юго-восточный вестибюль; выход в город |                                                               | 2009                          | Е-25Т                      | 3                                | 11,0              |
| Воробьёвы горы                                                   | @1          | северо-восточный вестибюль; выход в город | 1959—1983 (ЭМ-1М)                                             | 2002                          | Е-25Т                      | 4                                | 8,6               |
| Воробьёвы горы                                                   | @1          | юго-западный вестибюль; выход в город и к эскалаторной галерее | 1959—1983 (ЭМ-1М)                                             | 2002                          | Е-25Т                      | 2                                | 7,0               |
| Воробьёвы горы                                                   | @1          | эскалаторная галерея на Воробьёвых горах | 1959—1983 (ЭМ4)                                               | 2022                          | ЭС-02                      | 3                                | 34,0              |
| Воронцовская                                                     | @11         | западный вестибюль; выход в город |                                                               | 2021                          | FT 955 VICTORIA TUBE       | 3                                | 19,2              |
| Воронцовская                                                     | @11         | восточный вестибюль; выход в город и переход на станцию «Калужская» через совмещённый вестибюль                                                                                                 |                                                               | 2021                          | FT 955 VICTORIA TUBE       | 4                                | 16,7              |
| Генерала Тюленева                                                | @16         | выход в город |                                                               | 2024                          | ЭС-03М                     | 4                                | 10,7              |
| Давыдково                                                        | @11         | выход в город |                                                               | 2021                          | FT 955 VICTORIA TUBE       | 3                                | 15,7              |
| Деловой центр                                                    | @4А @8А     | выход из кассового зала совмещённого вестибюля на 1 (полуподземный) этаж ТРЦ «Афимолл-сити» |                                                               | 2005                          | Е-25Т                      | 3                                | 15,4              |
| Деловой центр                                                    | @4А         | западный торец станции; подъём с платформы в кассовый зал совмещённого со станцией «Деловой центр» вестибюля                                                                                    |                                                               | 2005                          | Е-900Т                     | 2                                | 4,0               |
| Деловой центр                                                    | @4А         | восточный торец станции; подъём с платформы в турникетный зал южного вестибюля (выход # 5) |                                                               | 2005                          | Е-900Т                     | 2                                | 4,0               |
| Деловой центр                                                    | @8А         | западный вестибюль; выход на 2 (в уровне земли) этаж ТРЦ «Афимолл-сити» (выход № 1) |                                                               | 2014                          | ЭС-03                      | 3                                | 20,0              |
| Деловой центр                                                    | @8А         | восточный торец станции; подъём с платформы в совмещённый со станцией Филёвской линии вестибюль                                                                                                 |                                                               | 2014                          | FT 935 VICTORIA            | 3                                | 4,0               |
| Деловой центр                                                    | @8А         | центр зала; подъём с платформы на балкон |                                                               | 2014                          | FT 935 VICTORIA            | 3+3                              | 4,0               |
| Деловой центр                                                    | @8А         | западный торец станции; подъём с платформы в вестибюль |                                                               | 2014                          | FT 935 VICTORIA            | 3                                | 4,0               |
| Динамо                                                           | @2          | северный вестибюль; выход в город | 1938—1997 (Н-40-II)                                           | 1998                          | ЭТ-3М                      | 3                                | 39,3              |
| Динамо                                                           | @2          | южный вестибюль; выход в город | 1938—2000 (Н-40-II)                                           | 2001                          | ЭТ-3М                      | 3                                | 39,2              |
| Дмитровская                                                      | @9          | выход в город |                                                               | 1991                          | ЭТ-2М                      | 4                                | 54,8              |
| Добрынинская                                                     | @5          | западный торец станции; выход в город | 1950—2006 (Н-40-IV)                                           | 2008                          | Е-55Т                      | 3                                | 35,4              |
| Домодедовская                                                    | @2          | западный вестибюль; выход в город |                                                               | 1985                          | ЭТ-5М                      | 2                                | 5,4               |
| Достоевская                                                      | @10         | выход в город |                                                               | 2010                          | Е-55Т                      | 4                                | 43,2              |
| Дубровка                                                         | @10         | выход в город |                                                               | 1999                          | ЭТ-2М                      | 4                                | 56,6              |
| Жулебино                                                         | @7          | северный вестибюль; выход в город |                                                               | 2013                          | ЭС-03                      | 3                                | 5,0               |
| Зюзино                                                           | @11         | западный вестибюль; выход в город |                                                               | 2021                          | FT 955 VICTORIA TUBE       | 3                                | 7,1               |
| Зюзино                                                           | @11         | восточный вестибюль; выход в город |                                                               | 2021                          | FT 955 VICTORIA TUBE       | 3                                | 9,6               |
| Зябликово                                                        | @10         | северный вестибюль; выход в город |                                                               | 2011                          | Е-25Т                      | 3                                | 10,8              |
| Зябликово                                                        | @10 @2      | центр зала; переход на станцию «Красногвардейская» |                                                               | 2011                          | Е-25Т                      | 2+2                              | 7,8               |
| Калужская                                                        | @6          | северный вестибюль; выход в город и переход на станцию «Воронцовская» |                                                               | 1974                          | ЛТ-5                       | 2                                | 6,6               |
| Калужская                                                        | @6          | южный вестибюль; выход в город |                                                               | 1974                          | ЛТ-5                       | 2                                | 5,4               |
| Каширская                                                        | @2 @11      | северо-восточный вестибюль; выход в город | 1969—1991 (ЛП-6И)                                             | 1991                          | ЭТ-5М                      | 1+1                              | 6,4               |
| Каширская                                                        | @2 @11      | юго-западный вестибюль; выход в город | 1969—1994 (ЛП-6И)                                             | 1995                          | ЭТ-5М                      | 1+1                              | 7,0               |
| Киевская (Арбатско-Покровская линия), Киевская (Кольцевая линия) | @5 @3       | выход из общего для залов Кольцевой и Арбатско-Покровской линий аванзала в совмещённый для всех трёх залов вестибюль в пригородном зале Киевского вокзала                                       |                                                               | 1953; планируется замена      | ЭМ-4                       | 4                                | 34,0              |
| Киевская (Кольцевая линия)                                       | @5          | центр зала; переход на Филёвскую линию и выход на площадь Европы через общий вестибюль |                                                               | 1972                          | ЛТ-3                       | 3                                | 40,2              |
| Киевская (Кольцевая линия)                                       | @5          | южный торец станции; подъём в промежуточный зал (малый наклон) |                                                               | 1954; планируется замена      | ЭМ-1                       | 3                                | 13,77             |
| Киевская (Кольцевая линия)                                       | @5 @3       | центр зала; переход на Арбатско-Покровскую линию | 1972 (ЛП-6И)                                                  | 1996                          | ЭТ-5М                      | 3                                | 6,6               |
| Китай-город                                                      | @6 @7       | северный вестибюль; выход в город |                                                               | 1971                          | ЛТ-3                       | 4                                | 39,0              |
| Китай-город                                                      | @6 @7       | южный вестибюль; выход в город |                                                               | 1971                          | ЛТ-3                       | 3+3                              | 25,0              |
| Кленовый бульвар                                                 | @11         | выход в город |                                                               | 2023                          | FT 955 VICTORIA TUBE       | 4                                | ?                 |
| Кожуховская                                                      | @10         | выход в город |                                                               | 1995                          | ЭТ-5М                      | 3                                | 8,8               |
| Комсомольская (Кольцевая линия)                                  | @5 @1       | промежуточный зал; переход на Сокольническую линию и выход в город к Казанскому вокзалу через южный совмещённый вестибюль (большой наклон)                                                      |                                                               | 1952; планируется замена      | ЭМ-4                       | 4                                | 37,9              |
| Комсомольская (Кольцевая линия)                                  | @5 @1       | центр зала; переход на Сокольническую линию и выход в город к Казанскому вокзалу через южный совмещённый вестибюль (малый наклон)                                                               |                                                               | 1952                          | ЭМ-1М                      | 2                                | 6,3               |
| Комсомольская (Кольцевая линия)                                  | @5 @1       | центр зала; переход с Сокольнической линии и вход с Казанского вокзала через южный совмещённый вестибюль (малый наклон)                                                                         |                                                               | 1952                          | ЭМ-1М                      | 2                                | 6,5               |
| Комсомольская (Кольцевая линия)                                  | @5          | северо-западный торец станции; выход в город к Ярославскому и Ленинградскому вокзалам через северный совмещённый вестибюль                                                                      |                                                               | 1952                          | ЭМ-4                       | 3                                | 37,0              |
| Комсомольская (Сокольническая линия)                             | @1          | восточный торец станции; выход в город к Ярославскому и Ленинградскому вокзалам через северный совмещённый вестибюль                                                                            |                                                               | 1952                          | ЭМ-1М                      | 4                                | 8,8               |
| Корниловская                                                     | @16         | северный вестибюль; выход в город |                                                               | 2024                          | FT 955 VICTORIA TUBE       | 3                                | ?                 |
| Корниловская                                                     | @16         | южный вестибюль; выход в город |                                                               | 2024                          | FT 955 VICTORIA TUBE       | 3                                | ?                 |
| Косино                                                           | @15         | восточный торец станции; выход в город |                                                               | 2019                          | ЭС-03М                     | 4                                | 8,8               |
| Косино                                                           | @15         | переход на станцию «Лермонтовский проспект» и выход на Лермонтовский проспект (№ 5-6) через совмещённый вестибюль                                                                               |                                                               | 2019                          | ЭС-03М                     | 4                                | 9,0               |
| Котельники                                                       | @7          | южный вестибюль; выход в город |                                                               | 2015                          | FT 935 VICTORIA            | 4                                | 5,9               |
| Котельники                                                       | @7          | северный вестибюль; выход в город |                                                               | 2015                          | FT 935 VICTORIA            | 3                                | 5,9               |
| Красногвардейская                                                | @2          | восточный вестибюль; выход в город |                                                               | 1985                          | ЭТ-5М                      | 2                                | 4,6               |
| Краснопресненская                                                | @5          | южный торец станции; выход в город |                                                               | 1954; планируется замена      | ЭМ-4                       | 3                                | 35,4              |
| Красные Ворота                                                   | @1          | северный вестибюль; выход в город через промежуточный зал (большой наклон) | 1954—2016 (ЭМ-4)                                              | 2017                          | ЭС-03                      | 3                                | 18,9              |
| Красные Ворота                                                   | @1          | северная часть станции — промежуточный зал; выход в город (малый наклон) | 1954—2016 (ЭМ-1М)                                             | 2017                          | ЭС-03                      | 3                                | 11,5              |
| Красные Ворота                                                   | @1          | южный вестибюль; выход в город | 1935—1993 (Н-30-I)                                            | 1994                          | ЭТ-3М                      | 3                                | 28,4              |
| Крестьянская Застава                                             | @10         | выход в город и переход на станцию «Пролетарская» через совмещённый вестибюль |                                                               | 1995                          | ЭТ-3М                      | 4                                | 43,2              |
| Крылатское                                                       | @3          | южный вестибюль; выход в город |                                                               | 1989                          | ЭТ-5М                      | 2                                | 5,0               |
| Крылатское                                                       | @3          | северный вестибюль; выход в город |                                                               | 1989                          | ЭТ-5М                      | 2                                | 6,2               |
| Кузнецкий Мост                                                   | @7          | северо-западный торец станции; выход в город |                                                               | 1975                          | ЛТ-3                       | 3                                | 39,4              |
| Кузнецкий Мост                                                   | @7 @1       | юго-восточный торец станции; переход на станцию «Лубянка» через промежуточный зал |                                                               | 1975                          | ЛТ-5                       | 4                                | 7,0               |
| Кузьминки                                                        | @7          | восточный вестибюль; выход в город | 1966 (ЛП-6А)                                                  | 1997                          | ЭТ-5М                      | 2                                | 3,8               |
| Кунцевская                                                       | @11         | северный вестибюль; выход в город и переход на наземные платформы Арбатско-Покровской и Филёвской линий                                                                                         |                                                               | 2021                          | FT 955 VICTORIA TUBE       | 4                                | 16,0              |
| Кунцевская                                                       | @11         | южный вестибюль; выход в город |                                                               | 2021                          | FT 955 VICTORIA TUBE       | 4                                | 16,7              |
| Курская (Арбатско-Покровская линия)                              | @3          | восточный торец станции; подъём в совмещённый со станцией «Курская» Кольцевой линии вестибюль                                                                                                   | 1938—1999 (Н-30-II)                                           | 2000                          | ЭТ-3М                      | 3                                | 20,2              |
| Курская (Арбатско-Покровская линия)                              | @3 @5       | совмещённый со станцией «Курская» Кольцевой линии вестибюль; выход на улицу Земляной Вал | 1938—1996 (Н-10-II)                                           | 1997                          | ЭТ-5М                      | 3                                | 10,0              |
| Курская (Кольцевая линия)                                        | @5          | северный торец станции; подъём в совмещённый со станцией «Курская» Арбатско-Покровской линии вестибюль                                                                                          | 1950—2008 (Н-40-IV)                                           | 2009                          | Е-55Т                      | 3                                | 30,2              |
| Курская (Кольцевая линия)                                        | @5          | южный торец станции; выход в город и переход на станцию «Чкаловская» через совмещённый вестибюль                                                                                                |                                                               | 1995                          | ЭТ-3М                      | 4                                | 35,8              |
| Ленинский проспект                                               | @6          | северный вестибюль; выход в город | 1962—2016 (ЛТ-4)                                              | 2018                          | ЭС-03М                     | 3                                | 12,7              |
| Ленинский проспект                                               | @6          | южный вестибюль; выход в город |                                                               | 1962                          | ЛТ-4                       | 3                                | 16,2              |
| Лефортово                                                        | @11         | выход в город (мостик над путями — подземный вестибюль) |                                                               | 2020                          | FT 935 VICTORIA            | 4                                | 6,2               |
| Лефортово                                                        | @11         | выход в город (подземный вестибюль — наземный павильон) |                                                               | 2020                          | FT 935 VICTORIA            | 4                                | 9,2               |
| Лианозово                                                        | @10         | северный вестибюль; выход в город |                                                               | 2023                          | ЭС-03К                     | 3                                | 10,6              |
| Лианозово                                                        | @10         | южный вестибюль; выход в город |                                                               | 2023                          | ЭС-03К                     | 3                                | 12,9              |
| Ломоносовский проспект                                           | @8А         | восточный вестибюль; выход в город |                                                               | 2017                          | ЭС-03                      | 3                                | 7,0               |
| Лубянка                                                          | @1          | восточная часть станции — промежуточный зал; выход в город (большой наклон) |                                                               | 1968                          | ЛТ-4                       | 3                                | 21,4              |
| Лубянка                                                          | @1          | восточный торец станции; выход в город через промежуточный зал (малый наклон) | 1968 (ЛП-6И)                                                  | 1995                          | ЭТ-5М                      | 3                                | 7,0               |
| Лубянка                                                          | @1 @7       | центр зала; переход на станцию «Кузнецкий Мост» через промежуточный зал | 1975 (ЛП-6И)                                                  | 1993                          | ЭТ-5М                      | 2+2                              | 6,8               |
| Лубянка                                                          | @1          | западный вестибюль; выход в город | 1935—1996 (Н-30-I)                                            | 1997                          | ЭТ-3М                      | 3                                | 21,8              |
| Марксистская                                                     | @8          | восточный торец станции; выход в город |                                                               | 1979                          | ЭТ-2                       | 3                                | 56,8              |
| Марксистская                                                     | @8 @7       | центр зала; переход на станцию «Таганская» Таганско-Краснопресненской линии |                                                               | 1979                          | ЭТ-4                       | 4                                | 22,0              |
| Марксистская                                                     | @8 @5       | западный торец станции; переход на станцию «Таганская» Кольцевой линии |                                                               | 1979                          | ЭТ-5                       | 4                                | 13,0              |
| Марьина Роща (Люблинско-Дмитровская линия)                       | @10         | южный вестибюль; выход в город |                                                               | 2010                          | Е-55Т                      | 4                                | 47,6              |
| Марьина Роща (Люблинско-Дмитровская линия)                       | @10         | северный вестибюль; выход в город |                                                               | 2012                          | Е-55Т                      | 4                                | 48,2              |
| Марьина Роща (Большая кольцевая линия)                           | @11         | западный торец станции; выход в город |                                                               | 2023                          | ТК-65                      | 4                                | 64,5              |
| Марьина Роща (Большая кольцевая линия)                           | @11 @10     | восточный торец станции; переход на Люблинско-Дмитровскую линию |                                                               | 2023                          | ЭС-03МС                    | 4                                | 14,6              |
| Маяковская                                                       | @2          | северная часть станции — промежуточный зал; выход в город |                                                               | 2005                          | Е-55Т                      | 3                                | 37,2              |
| Маяковская                                                       | @2          | северный торец станции; выход в город через промежуточный зал |                                                               | 2005                          | Е-25Т                      | 3                                | 8,8               |
| Маяковская                                                       | @2          | южный вестибюль; выход в город | 1938—2005 (Н-30-II)                                           | 2007                          | Е-55Т                      | 3                                | 28,6              |
| Медведково                                                       | @6          | северный вестибюль; выход в город | 1978—2011 (ЭТ-5)                                              | 2012                          | Е-25Т                      | 3                                | 10,2              |
| Менделеевская                                                    | @9          | северный торец станции; выход в город |                                                               | 1988                          | ЭТ-3М                      | 4                                | 44,4              |
| Менделеевская                                                    | @9 @5       | центр зала; переход на станцию «Новослободская» |                                                               | 1988                          | ЭТ-5М                      | 4                                | 8,2               |
| Мичуринский проспект (Солнцевская линия)                         | @8А         | северо-восточный торец станции; выход в город |                                                               | 2018                          | FT 935 VICTORIA            | 3                                | 7,36              |
| Мичуринский проспект (Солнцевская линия)                         | @8А         | центр зала; спуск на платформу |                                                               | 2018                          | FT 935 VICTORIA            | 3                                | 14,34             |
| Мичуринский проспект (Солнцевская линия)                         | @8А         | юго-западный торец станции; выход в город и переход на Большую кольцевую линию |                                                               | 2018                          | FT 935 VICTORIA            | 3                                | 14,04             |
| Мичуринский проспект (Большая кольцевая линия)                   | @11         | западный вестибюль; выход в город и переход на Солнцевскую линию |                                                               | 2021                          | ЭС-03                      | 4                                | 23,2              |
| Мичуринский проспект (Большая кольцевая линия)                   | @11         | восточный вестибюль; выход в город |                                                               | 2021                          | FT 955 VICTORIA TUBE       | 3                                | 20,53             |
| Мнёвники                                                         | @11         | северный вестибюль; выход в город |                                                               | 2021                          | ЭС-03                      | 3                                | 20,0              |
| Мнёвники                                                         | @11         | южный вестибюль; выход в город |                                                               | 2021                          | ЭС-03                      | 3                                | 21,0              |
| Молодёжная                                                       | @3          | восточный вестибюль; выход в город | 1965 (ЛП-6А)                                                  | 1996                          | ЭТ-5М                      | 2                                | 6,0               |
| Молодёжная                                                       | @3          | западный вестибюль; выход в город | 1965 (ЛП-6А)                                                  | 1995                          | ЭТ-5М                      | 2                                | 6,6               |
| Москва-Сити                                                      | @4А @14     | западный вестибюль; выход в город и переход на станцию МЦК «Деловой центр» через совмещённый вестибюль                                                                                          |                                                               | 2006                          | Е-55Т                      | 3                                | 25,0              |
| Москва-Сити                                                      | @4А         | западный вестибюль; спуск в подземный переход под Тестовской улицей |                                                               | 2016                          | SJEC FEH-01                | 3                                | ?                 |
| Москва-Сити                                                      | @4А         | западный вестибюль; выход № 2 из подземного перехода на Тестовскую улицу (только подъём) |                                                               | 2016                          | SJEC FEH-01                | 2                                | ?                 |
| Москва-Сити                                                      | @4А         | западный вестибюль; вход № 3 из подземного перехода с Тестовской улицы (только спуск) |                                                               | 2016                          | SJEC FEH-01                | 2                                | ?                 |
| Нагатинская                                                      | @9          | южный вестибюль; выход в город |                                                               | 1983                          | ЭТ-5                       | 3                                | 9,6               |
| Нагатинский Затон                                                | @11         | выход в город |                                                               | 2023                          | ЭС-03К                     | 4                                | 12,6              |
| Народное Ополчение                                               | @11         | западный вестибюль; выход в город |                                                               | 2021                          | FT 955 VICTORIA TUBE       | 3                                | 19,2              |
| Народное Ополчение                                               | @11         | восточный вестибюль; выход в город |                                                               | 2021                          | FT 955 VICTORIA TUBE       | 4                                | ?                 |
| Нахимовский проспект                                             | @9          | северный вестибюль; выход в город |                                                               | 1983                          | ЭТ-5М                      | 2                                | 4,6               |
| Нахимовский проспект                                             | @9          | южный вестибюль; выход в город |                                                               | 1983                          | ЭТ-5                       | 3                                | 6,6               |
| Некрасовка                                                       | @15         | северный вестибюль; выход в город |                                                               | 2019                          | ЭС-03М                     | 3                                | 6,65              |
| Нижегородская                                                    | @11 @15 @14 | северо-западный наклон восточной платформы; выход в совмещённый вестибюль ТПУ «Рязанская»; переход на МЦК                                                                                       |                                                               | 2020                          | FT 955 VICTORIA TUBE       | 3                                | 13,6              |
| Нижегородская                                                    | @11 @15 @14 | северо-западный наклон западной платформы; выход в совмещённый вестибюль ТПУ «Рязанская»; переход на МЦК                                                                                        |                                                               | 2020                          | FT 955 VICTORIA TUBE       | 3                                | 13,6              |
| Нижегородская                                                    | @11 @15 @14 | юго-восточный наклон восточной платформы; подъём в совмещённый вестибюль |                                                               | 2020                          | FT 955 VICTORIA TUBE       | 3                                | 13,4              |
| Нижегородская                                                    | @11 @15 @14 | юго-восточный наклон западной платформы; подъём в совмещённый вестибюль |                                                               | 2020                          | FT 955 VICTORIA TUBE       | 3                                | 13,4              |
| Нижегородская                                                    | @11 @15 @14 | ТПУ «Рязанская»; спуск из выхода № 4 |                                                               | 2020                          | Schindler 9700             | 2+2                              | ?                 |
| Нижегородская                                                    | @11 @15 @14 | ТПУ «Рязанская»; выход № 5 |                                                               | 2023                          | Schindler 9700             | 2                                | 7,2               |
| Новаторская (Большая кольцевая линия)                            | @11         | восточная часть станции; выход в город |                                                               | 2021                          | FT 955 VICTORIA TUBE       | 3                                | 9,9               |
| Новаторская (Троицкая линия)                                     | @16         | северный вестибюль; выход в город |                                                               | 2024                          | ЭС-03М                     | 3                                | 9,2               |
| Новаторская (Троицкая линия)                                     | @16 @11     | центр зала; переход на Большую кольцевую линию |                                                               | 2024                          | ЭС-03М                     | 6                                | 9,2               |
| Новаторская (Троицкая линия)                                     | @16 @11     | южный торец станции; переход на Большую кольцевую линию |                                                               | 2024                          | ЭС-03М                     | 4                                | 5,5               |
| Новогиреево                                                      | @8          | западный вестибюль; выход в город |                                                               | 1979                          | ЭТ-5                       | 1                                | 4,0               |
| Новокузнецкая                                                    | @2          | северный торец станции; выход в город | 1943 (Н-40-III)                                               | 1999                          | ЭТ-3М                      | 3                                | 37,4              |
| Новомосковская                                                   | @16         | выход в город |                                                               | 2024                          | ЭС-03К                     | 4                                | 13,0              |
| Новослободская                                                   | @5          | западный торец станции; выход в город | 1952—2020 (ЭМ-4)                                              | 2022                          | ЭС-02                      | 4 (до замены — 3)                | 39,7              |
| Озёрная                                                          | @8А         | юго-западный вестибюль; выход в город |                                                               | 2018                          | Schindler 9700AE           | 3                                | 8,6               |
| Окружная                                                         | @10         | южный вестибюль; выход в город |                                                               | 2018                          | ETK-265                    | 4                                | 51,8              |
| Окружная                                                         | @10 @14     | северный вестибюль; выход в город и переход на МЦК |                                                               | 2022                          | FT 955 VICTORIA TUBE       | 3                                | 53,7              |
| Окружная                                                         | @10 @14     | транзитный вестибюль; выход в город и переход на МЦК |                                                               | 2022                          | Schindler 9700             | 2+2                              | 8,3+6,3           |
| Окская                                                           | @15         | выход в город |                                                               | 2020                          | ЭС-03М                     | 2+3                              | 6,8               |
| Октябрьская (Кольцевая линия)                                    | @5          | восточный торец станции; выход в город | 1950—2010 (Н-40-IV)                                           | 2010                          | Е-55Т                      | 3                                | 39,8              |
| Октябрьская (Калужско-Рижская линия)                             | @6 @5       | южный торец станции; переход на Кольцевую линию |                                                               | 1962                          | ЛТ-4                       | 4                                | 12,0              |
| Октябрьская (Калужско-Рижская линия)                             | @6          | северный торец станции; выход в город |                                                               | 1962                          | ЛТ-3                       | 3                                | 50,0              |
| Орехово                                                          | @2          | южный вестибюль; выход в город |                                                               | 1984                          | ЭТ-5М                      | 3                                | 9,0               |
| Охотный Ряд                                                      | @1 @2       | центр зала; переход на станцию «Театральная» | 1944—2000 (Н-10-III)                                          | 2001                          | ЭТ-5М                      | 2+2                              | 8,3               |
| Охотный Ряд                                                      | @1          | северный торец станции; выход в город через совмещённый со станцией «Театральная» вестибюль | 1935—1989 (Н-10-I)                                            | 1990                          | ЭТ-5М                      | 3                                | 9,2               |
| Охотный Ряд                                                      | @1          | южный торец станции; выход в город | 1935—1986 (Н-10-I)                                            | 1987                          | ЭТ-5М                      | 3                                | 9,2               |
| Павелецкая (Кольцевая линия)                                     | @5          | западный торец станции; выход в город через совмещённый вестибюль | 1950—1997 (Н-40-IV)                                           | 1998                          | ЭТ-3М                      | 3                                | 39,6              |
| Павелецкая (Замоскворецкая линия)                                | @2          | северный торец станции; выход в город через совмещённый вестибюль | 1953 (ЭМ-4)                                                   | 2000                          | ЭТ-3М                      | 3                                | 32,6              |
| Павелецкая (Замоскворецкая линия)                                | @2          | южный вестибюль; выход на Павелецкий вокзал | 1943—2001 (Н-40-III)                                          | 2002                          | ЭТ-3М                      | 3                                | 30,4              |
| Парк культуры (Кольцевая линия)                                  | @5          | выход в город и переход на Сокольническую линию через совмещённый вестибюль | 1950—2011 (Н-40-IV)                                           | 2012                          | Е-55Т                      | 3                                | 39,8              |
| Парк культуры (Сокольническая линия)                             | @1          | южный торец станции; выход в город и переход на Кольцевую линию через совмещённый вестибюль | 1950—2011 (Н-10-III)                                          | 2012                          | Е-25Т                      | 2                                | 6,2               |
| Парк Победы                                                      | @3 @8А      | вестибюль южного зала; выход в город |                                                               | 2003                          | Е-25Т                      | 3                                | 3,6               |
| Парк Победы                                                      | @3 @8А      | вестибюль южного зала; выход в город через промежуточный зал |                                                               | 2003                          | Е-75Т                      | 4                                | 63,4              |
| Парк Победы                                                      | @3 @8А      | вестибюль северного зала; выход в город |                                                               | 2017                          | FT 935 VICTORIA            | 3                                | 3,6               |
| Парк Победы                                                      | @3 @8А      | вестибюль северного зала; выход в город через промежуточный зал |                                                               | 2017                          | ETK-265                    | 4                                | 63,4              |
| Петровский парк                                                  | @11         | западный вестибюль; выход в город |                                                               | 2018                          | FT 935 VICTORIA            | 4                                | 8,8               |
| Петровский парк                                                  | @11         | восточный вестибюль; выход в город |                                                               | 2018                          | FT 935 VICTORIA            | 4                                | 13,2              |
| Петровский парк                                                  | @11 @2      | центр зала; переход на станцию «Динамо» |                                                               | 2020                          | ЭС-03                      | 4                                | 25,0              |
| Петровско-Разумовская                                            | @9 @10      | северный торец западного зала; выход в город |                                                               | 1991                          | ЭТ-2М                      | 4                                | 61,2              |
| Петровско-Разумовская                                            | @9 @10      | северный торец восточного зала; выход в город |                                                               | 2016                          | ETK-265                    | 4                                | 61,2              |
| Петровско-Разумовская                                            | @9 @10      | южный вестибюль; выход в город |                                                               | 2016                          | ETK-265                    | 4                                | 56,0              |
| Печатники                                                        | @11         | северный вестибюль; выход в город |                                                               | 2023                          | FT 955 VICTORIA TUBE       | 3+3                              | ?                 |
| Печатники                                                        | @11         | южный вестибюль; выход в город и переход на Люблинско-Дмитровскую линию |                                                               | 2023                          | FT 955 VICTORIA TUBE       | 3+3                              | ?                 |
| Печатники                                                        | @11         | южный вестибюль; выход в город и переход на Люблинско-Дмитровскую линию |                                                               | 2023                          | FT 955 VICTORIA TUBE       | 5                                | ?                 |
| Планерная                                                        | @7          | северный вестибюль; выход в город |                                                               | 1975                          | ЛТ-5                       | 2                                | 6,2               |
| Планерная                                                        | @7          | южный вестибюль; выход в город |                                                               | 1975                          | ЛТ-5                       | 2                                | 6,2               |
| Площадь Ильича                                                   | @8          | западный торец станции; выход в город |                                                               | 1979                          | ЭТ-3                       | 3                                | 41,8              |
| Площадь Революции                                                | @3          | восточный вестибюль; выход в город | 1947—2008 (Н-40-IV)                                           | 2010                          | Е-55Т                      | 3                                | 34,8              |
| Площадь Революции                                                | @3          | западный вестибюль; выход в город через совмещённый со станцией «Театральная» вестибюль | 1938—2002 (Н-30-III)                                          | 2003                          | ЭТ-3М                      | 3                                | 27,6              |
| Площадь Революции                                                | @3 @2       | западная часть станции; переход со станции «Театральная» |                                                               | 1974                          | ЛТ-5                       | 3                                | 7,4               |
| Полежаевская                                                     | @7          | восточный вестибюль; выход в город; переход на станцию Хорошёвская |                                                               | 1972                          | ЛТ-5                       | 1+1                              | 6,7               |
| Полянка                                                          | @9          | выход в город |                                                               | 1986                          | ЭТ-3                       | 3                                | 32,6              |
| Пражская                                                         | @9          | северный вестибюль; выход в город |                                                               | 1985                          | ЭТ-5М                      | 2                                | 5,4               |
| Пражская                                                         | @9          | южный вестибюль; выход в город |                                                               | 1985                          | ЭТ-5М                      | 2                                | 5,4               |
| Проспект Вернадского                                             | @11         | северо-западный вестибюль; выход в город |                                                               | 2021                          | ЭС-03М                     | 3                                | 12,0              |
| Проспект Вернадского                                             | @11         | юго-восточный вестибюль; выход в город |                                                               | 2021                          | ЭС-03М                     | 3                                | 12,0              |
| Проспект Мира (Кольцевая линия)                                  | @5          | восточный торец станции; выход в город | 1952—2015 (ЭМ-4)                                              | 2016                          | ЭС-02                      | 4 (до замены — 3)                | 40,0              |
| Проспект Мира (Калужско-Рижская линия)                           | @6 @5       | южный торец станции; переход на Кольцевую линию |                                                               | 1958                          | ЭМ-1М                      | 4                                | 12,0              |
| Проспект Мира (Калужско-Рижская линия)                           | @6          | северный торец станции; выход в город |                                                               | 1959                          | ЭМ-5                       | 3                                | 49,6              |
| Пушкинская                                                       | @7          | северный торец станции; выход в город через совмещённый со станцией «Тверская» вестибюль (большой наклон)                                                                                       |                                                               | 1975                          | ЛТ-3                       | 3                                | 44,8              |
| Пушкинская / Тверская                                            | @7 @2       | совмещённый вестибюль; выход к издательству «Известия» |                                                               | 1975                          | ЛТ-5                       | 4                                | 6,0               |
| Пыхтино                                                          | @8А         | выход в город |                                                               | 2023                          | FT 955 VICTORIA TUBE       | 3                                | ?                 |
| Пятницкое шоссе                                                  | @3          | северный вестибюль; выход в город |                                                               | 2012                          | Е-25Т                      | 3                                | 12,0              |
| Раменки                                                          | @8А         | западный вестибюль; выход в город |                                                               | 2017                          | ЭС-04                      | 3                                | 5,6               |
| Раменки                                                          | @8А         | восточный вестибюль; выход в город |                                                               | 2017                          | ЭС-04                      | 3                                | 5,0               |
| Речной вокзал                                                    | @2          | северный вестибюль; выход в город | 1964 (ЛП-6А)                                                  | 1991                          | ЭТ-5М                      | 2                                | 6,0               |
| Речной вокзал                                                    | @2          | южный вестибюль; выход в город | 1964 (ЛП-6А)                                                  | 1994                          | ЭТ-5М                      | 2                                | 6,0               |
| Рижская (Калужско-Рижская линия)                                 | @6          | выход в город | 1958—2020 (ЭМ-5)                                              | 2022                          | ЭС-02                      | 4 (до замены — 3)                | 46,0              |
| Рижская (Большая кольцевая линия)                                | @11         | западный торец станции; выход в город |                                                               | 2023                          | ТК-65                      | 4                                | 47,7              |
| Рижская (Большая кольцевая линия)                                | @11 @6      | восточный торец станции; переход на Калужско-Рижскую линию |                                                               | 2023                          | ЭС-03МС                    | 4                                | 16,8              |
| Римская                                                          | @10         | южная часть станции; выход в город |                                                               | 1995                          | ЭТ-2М                      | 4                                | 46,4              |
| Римская                                                          | @10 @8      | северный торец станции; переход на станцию «Площадь Ильича» |                                                               | 1995                          | ЭТ-5М                      | 4                                | 11,8              |
| Румянцево                                                        | @1          | северный вестибюль |                                                               | 2016                          | Schindler 9700AE           | 3                                | 6,68              |
| Румянцево                                                        | @1          | южный вестибюль |                                                               | 2016                          | Schindler 9700AE           | 3                                | 6,4               |
| Рязанский проспект                                               | @7          | северный вестибюль; выход в город | 1966 (ЛП-6А)                                                  | 1995                          | ЭТ-5М                      | 1                                | 5,8               |
| Рязанский проспект                                               | @7          | южный вестибюль; выход в город | 1966 (ЛП-6А)                                                  | 1996                          | ЭТ-5М                      | 1                                | 5,6               |
| Савёловская (Серпуховско-Тимирязевская линия)                    | @9          | выход в город |                                                               | 1988                          | ЭТ-2М                      | 4                                | 47,6              |
| Савёловская (Большая кольцевая линия)                            | @11         | западный вестибюль; выход в город |                                                               | 2018                          | ТК-65                      | 4                                | 50,8              |
| Савёловская (Большая кольцевая линия)                            | @11 @9      | восточный торец станции; переход на Серпуховско-Тимирязевскую линию |                                                               | 2018                          | Schindler 9700AE           | 4                                | 11,2              |
| Савёловская (Большая кольцевая линия)                            | @11         | центр зала; выход к Савёловскому вокзалу |                                                               | 2019                          | ТК-65                      | 4                                | 50,8              |
| Саларьево                                                        | @1          | северный вестибюль; вход на станцию |                                                               | 2016                          | ЭС-04                      | 2                                | 3,4               |
| Саларьево                                                        | @1          | южный вестибюль; выход в город |                                                               | 2016                          | ЭС-04                      | 2                                | 3,1               |
| Севастопольская                                                  | @9          | выход в город |                                                               | 1983                          | ЭТ-5                       | 3                                | 8,0               |
| Селигерская                                                      | @10         | южный вестибюль; выход в город |                                                               | 2018                          | Schindler 9700AE           | 3                                | 6,68              |
| Селигерская                                                      | @10         | северный вестибюль; выход в город |                                                               | 2018                          | Schindler 9700AE           | 3                                | 9,85              |
| Семёновская                                                      | @3          | выход в город | 1944—2005 (Н-40-III)                                          | 2006                          | Е-55Т                      | 3                                | 39,6              |
| Серпуховская                                                     | @9          | южный торец станции; выход в город |                                                               | 1983                          | ЭТ-3                       | 3                                | 38,8              |
| Серпуховская                                                     | @9 @5       | северный торец станции; переход на станцию «Добрынинская» |                                                               | 1983                          | ЭТ-5М                      | 4                                | 11,8              |
| Славянский бульвар                                               | @3          | западный вестибюль; выход в город |                                                               | 2008                          | Е-25Т                      | 3                                | 6,6               |
| Смоленская (Арбатско-Покровская линия)                           | @3          | выход в город | 1953—2020 (ЭМ-5)                                              | 2021                          | ТК-65                      | 3                                | 50,0              |
| Сокольники                                                       | @11         | северный вестибюль; выход в город |                                                               | 2023                          | FT 955 VICTORIA TUBE       | 3+3                              | ?                 |
| Сокольники                                                       | @11         | центр зала; подъём с балкона в южный вестибюль |                                                               | 2023                          | FT 955 VICTORIA TUBE       | 4                                | ?                 |
| Сокольники                                                       | @11         | подъём в вестибюль из южного торца зала |                                                               | 2023                          | FT 955 VICTORIA TUBE       | 3                                | ?                 |
| Сокольники                                                       | @11         | выход № 4 |                                                               | 2023                          | FT 955 VICTORIA TUBE       | 3                                | ?                 |
| Солнцево                                                         | @8А         | северный вестибюль; выход в город |                                                               | 2018                          | ЭС-03                      | 3                                | 12,2              |
| Солнцево                                                         | @8А         | южный вестибюль; выход в город |                                                               | 2018                          | ЭС-03                      | 4                                | 14,8              |
| Спартак                                                          | @7          | северный вестибюль; выход в город |                                                               | 2014                          | ЭС-03                      | 3                                | 10,0              |
| Спортивная                                                       | @1          | северный вестибюль; выход в город |                                                               | 1957                          | ЭМ-4                       | 3                                | 42,3              |
| Спортивная                                                       | @1          | южный вестибюль; выход в город | 1957—2017 (ЭМ-4)                                              | 2018                          | ЭС-02                      | 4 (до замены — 3)                | 37,9              |
| Сретенский бульвар                                               | @10 @6      | западный торец станции; подъём в аванзал в северном торце станции «Тургеневская» с пешеходным мостиком через её 1 путь                                                                          |                                                               | 2007                          | Е-25Т                      | 4                                | 18,4              |
| Сретенский бульвар                                               | @10 @1      | восточная часть станции; переход на станцию «Чистые пруды» |                                                               | 2008                          | Е-25Т                      | 3                                | 23,8              |
| Сретенский бульвар / Тургеневская                                | @10 @6      | совмещённый вестибюль (северо-западная сторона подземного перехода через Тургеневскую площадь); выход из аванзала в северном торце станции «Тургеневская» с пешеходным мостиком через её 2 путь |                                                               | 2011                          | Е-55Т                      | 4                                | 39,6              |
| Стахановская                                                     | @15         | выход в город |                                                               | 2020                          | ЭС-03М                     | 4                                | 6,8               |
| Строгино                                                         | @3          | западный вестибюль; выход в город |                                                               | 2008                          | Е-25Т                      | 3                                | 4,8               |
| Сухаревская                                                      | @6          | выход в город |                                                               | 1971                          | ЛТ-3                       | 3                                | 39,4              |
| Сходненская                                                      | @7          | северный вестибюль; выход в город |                                                               | 1975                          | ЛТ-5                       | 2                                | 4,6               |
| Таганская (Кольцевая линия)                                      | @5          | северный торец станции; выход в город через промежуточный зал (большой наклон) | 1950—2005 (Н-40-IV)                                           | 2006                          | Е-55Т                      | 3                                | 39,8              |
| Таганская (Кольцевая линия)                                      | @5          | северная часть станции — промежуточный зал; выход в город (малый наклон) | 1950—2005 (Н-20-IV)                                           | 2006                          | Е-25Т                      | 3                                | 13,0              |
| Таганская (Таганско-Краснопресненская линия)                     | @7 @5       | северо-западный торец станции; переход на Кольцевую линию |                                                               | 1966                          | ЛТ-4                       | 4                                | 9,6               |
| Таганская (Таганско-Краснопресненская линия)                     | @7          | юго-восточный торец станции; выход в город |                                                               | 1966                          | ЛТ-3                       | 3                                | 32,0              |
| Тверская                                                         | @2 @7       | центр зала; переход на станцию «Пушкинская» |                                                               | 1979                          | ЭТ-5                       | 2+2                              | 6,0               |
| Тверская                                                         | @2          | северный торец станции; выход в город через совмещённый со станцией «Пушкинская» вестибюль |                                                               | 1979                          | ЛТ-3                       | 3                                | 36,0              |
| Театральная                                                      | @2          | северный торец станции; выход в город через совмещённый со станцией «Охотный Ряд» вестибюль | 1938—1996 (Н-30-II)                                           | 1997                          | ЭТ-3М                      | 3                                | 26,8              |
| Театральная                                                      | @2          | южный торец станции; выход в город через совмещённый со станцией «Площадь Революции» вестибюль                                                                                                  | 1938—2002 (Н-40-II)                                           | 2004                          | ЭТ-3М                      | 3                                | 34,4              |
| Текстильщики (Таганско-Краснопресненская линия)                  | @7          | восточный вестибюль; выход в город |                                                               | 1966                          | ЛТ-4                       | 3                                | 9,6               |
| Текстильщики (Таганско-Краснопресненская линия)                  | @7          | западный вестибюль; выход в город | 1966 (ЛП-6А)                                                  | 1992                          | ЭТ-5М                      | 3                                | 7,4               |
| Текстильщики (Большая кольцевая линия)                           | @11         | северный вестибюль; выход в город |                                                               | 2023                          | ЭС-03К                     | 3+3                              | 12,0              |
| Текстильщики (Большая кольцевая линия)                           | @11         | южный вестибюль; выход в город |                                                               | 2023                          | ЭС-03К                     | 3                                | 13,5              |
| Текстильщики (Большая кольцевая линия)                           | @11 @7      | переход на Таганско-Краснопресненскую линию |                                                               | 2025                          | ЭС-02                      | 4+4                              | 26,5              |
| Терехово                                                         | @11         | северный вестибюль; выход в город |                                                               | 2021                          | ЭС-03                      | 3                                | 12,0              |
| Терехово                                                         | @11         | южный вестибюль; выход в город |                                                               | 2021                          | ЭС-03                      | 3                                | 11,3              |
| Технопарк                                                        | @2          | северный вестибюль; выход к ТЦ «Остров мечты» (№ 7—8) |                                                               | 2015                          | ПК-120 (траволаторы)       | 2                                | 0                 |
| Тимирязевская                                                    | @9          | выход в город с возможностью наземной пересадки на монорельс |                                                               | 1991                          | ЭТ-2М                      | 3                                | 60,4              |
| Третьяковская                                                    | @6 @8       | западный торец южного зала; выход в город через единый вестибюль |                                                               | 1971                          | ЛТ-3                       | 3                                | 42,0              |
| Третьяковская                                                    | @8 @6       | западный торец северного зала; выход в город через единый вестибюль |                                                               | 1986                          | ЭТ-3                       | 3                                | 42,0              |
| Третьяковская                                                    | @6 @8 @2    | восточный торец южного зала; переход со станции «Новокузнецкая» |                                                               | 1971                          | ЛТ-4                       | 4                                | 12,0              |
| Третьяковская                                                    | @8 @6 @2    | восточный торец северного зала; переход на станцию «Новокузнецкая» |                                                               | 1986                          | ЭТ-5М                      | 4                                | 12,0              |
| Третьяковская                                                    | @6 @8 @2    | центр южного зала; переход на станцию «Новокузнецкая» |                                                               | 1995                          | ЭТ-5М                      | 3                                | 6,8               |
| Трубная                                                          | @10         | южный торец станции; выход в город |                                                               | 2007                          | Е-55Т                      | 4                                | 51,8              |
| Трубная                                                          | @10 @9      | северный торец станции; переход на станцию «Цветной бульвар» |                                                               | 2007                          | Е-25Т                      | 4                                | 12,6              |
| Тульская                                                         | @9          | северный вестибюль; выход в город |                                                               | 1983                          | ЭТ-5М                      | 2                                | 5,4               |
| Тульская                                                         | @9          | южный вестибюль; выход в город |                                                               | 1983                          | ЭТ-5                       | 2                                | 5,4               |
| Тургеневская                                                     | @6          | южный торец станции; выход в город через совмещённый со станцией «Чистые пруды» вестибюль и опциональный переход между станциями через него                                                     |                                                               | 1971                          | ЛТ-3                       | 3                                | 42,4              |
| Тургеневская                                                     | @6 @1       | совмещённый со станцией «Чистые пруды» вестибюль; выход на Тургеневскую площадь (юго-восточная сторона подземного перехода под ней)                                                             |                                                               | 1971                          | ЛТ-5                       | 3                                | 3,6               |
| Тушинская                                                        | @7          | северный вестибюль; выход в город |                                                               | 1975                          | ЛТ-5                       | 3                                | 7,4               |
| Тютчевская                                                       | @16         | выход в город |                                                               | 2024                          | ЭС-03М                     | 4                                | 8,3               |
| Улица 1905 года                                                  | @7          | южный вестибюль; выход в город |                                                               | 1972                          | ЛТ-5                       | 3                                | 7,2               |
| Улица Академика Янгеля                                           | @9          | южный вестибюль; выход в город |                                                               | 2000                          | Е-25Т                      | 3                                | 7,4               |
| Улица Горчакова                                                  | @12         | восточный вестибюль; выход в город |                                                               | 2003                          | Е-900Т                     | 3                                | 9,6               |
| Улица Дмитриевского                                              | @15         | выход в город |                                                               | 2019                          | ЭС-03М                     | 4                                | 9,8               |
| Улица Скобелевская                                               | @12         | восточный вестибюль; выход в город |                                                               | 2003                          | Е-900Т                     | 3                                | 9,6               |
| Улица Скобелевская                                               | @12         | западный вестибюль; выход в город |                                                               | 2003                          | Е-900Т                     | 3                                | 9,6               |
| Университет                                                      | @1          | северный вестибюль; выход в город |                                                               | 1959; планируется замена      | ЭМ-4                       | 3                                | 26,3              |
| Университет                                                      | @1          | центр зала; выход в город |                                                               | 1959                          | ЭМ-4                       | 3                                | 21,3              |
| Университет дружбы народов                                       | @16         | выход в город |                                                               | 2024                          | FT 955 VICTORIA TUBE       | 4                                | ?                 |
| Физтех                                                           | @10         | южный вестибюль; выход в город |                                                               | 2023                          | ЭС-03К                     | 2+2                              | 12,2              |
| Физтех                                                           | @10         | северный вестибюль; выход в город |                                                               | 2025                          | ЭС-03К                     | 3                                | 12,3              |
| Фонвизинская                                                     | @10         | южный вестибюль; выход в город с возможностью наземной пересадки на станцию монорельса «Улица Милашенкова»                                                                                      |                                                               | 2016                          | ТК-65                      | 4                                | 51,2              |
| Фонвизинская                                                     | @10         | северный вестибюль; выход в город |                                                               | 2016                          | ТК-65                      | 3                                | 52,4              |
| Фрунзенская                                                      | @1          | выход в город | 1957—2016 (ЭМ-4)                                              | 2016                          | ЭС-02                      | 4 (до замены — 3)                | 42,7              |
| Хорошёвская                                                      | @11         | западный вестибюль; выход в город; переход на станцию «Полежаевская» |                                                               | 2018                          | Schindler 9700АЕ           | 4                                | 10,5              |
| Хорошёвская                                                      | @11         | восточный вестибюль; выход в город; переход на станцию «Полежаевская» |                                                               | 2018                          | Schindler 9700АЕ           | 4                                | 13,8              |
| Хорошёвская / Полежаевская                                       | @11 @7      | восточный вестибюль; подъём из кассового зала к выходу № 8 |                                                               | 2018                          | Schindler 9700АЕ           | 4                                | 6,6               |
| Царицыно                                                         | @2          | северный вестибюль; выход в город |                                                               | 1984                          | ЭТ-5М                      | 2                                | 4,6               |
| Царицыно                                                         | @2          | южный вестибюль; выход в город |                                                               | 1984                          | ЭТ-5М                      | 2                                | 4,0               |
| Цветной бульвар                                                  | @9          | северная часть станции; выход в город |                                                               | 1988                          | ЭТ-2М                      | 4                                | 46,2              |
| ЦСКА                                                             | @11         | западный вестибюль; выход в город |                                                               | 2018                          | Schindler 9700АЕ           | 4+4+4                            | 7,7               |
| ЦСКА                                                             | @11         | восточный вестибюль; выход в город |                                                               | 2018                          | Schindler 9700АЕ           | 4+4+4                            | 8,4               |
| Черкизовская                                                     | @1 @14      | южный вестибюль; выход в город; переход на станцию МЦК «Локомотив» и Восточный вокзал |                                                               | 1990                          | ЭТ-5М                      | 3                                | 10,8              |
| Чертановская                                                     | @9          | северный вестибюль; выход в город |                                                               | 1983                          | ЭТ-5М                      | 3                                | 6,6               |
| Чертановская                                                     | @9          | южный вестибюль; выход в город |                                                               | 1983                          | ЭТ-5М                      | 3                                | 10,2              |
| Чеховская                                                        | @9 @7       | переход между центрами залов станций «Пушкинская» и «Чеховская» |                                                               | 1987                          | ЭТ-5М                      | 4                                | 8,0               |
| Чеховская                                                        | @9 @2       | переход на станцию «Тверская» |                                                               | 1987                          | ЭТ-5М                      | 4                                | 12,0              |
| Чеховская                                                        | @9 @2       | переход на станцию «Тверская» |                                                               | 1987                          | ЭТ-5М                      | 4                                | 11,8              |
| Чеховская                                                        | @9 @7       | северный торец станции; выход в город через промежуточный зал и совмещённый со станцией «Пушкинская» вестибюль; переход на станцию «Пушкинская» через промежуточный зал (малый наклон)          |                                                               | 1987                          | ЭТ-5М                      | 4                                | 11,8              |
| Чеховская / Пушкинская                                           | @9 @7       | промежуточный зал; подъём в совмещённый вестибюль (большой наклон) |                                                               | 1987                          | ЭТ-3М                      | 4                                | 35,4              |
| Чеховская / Пушкинская                                           | @9 @7       | совмещённый вестибюль; выход в город |                                                               | 1987                          | ЭТ-5М                      | 4                                | 3,2               |
| Чистые пруды                                                     | @1 @6       | центр зала; переход на станцию «Тургеневская» |                                                               | 1971                          | ЛТ-5                       | 2+2                              | 9,4               |
| Чистые пруды                                                     | @1          | южный торец станции; выход в город и опциональный переход на станцию «Тургеневская» через совмещённый вестибюль                                                                                 | 1935—1994 (Н-30-I)                                            | 1995                          | ЭТ-3М                      | 3                                | 30,0              |
| Чкаловская                                                       | @10         | южный торец станции; выход в город и переход на станцию «Курская» Кольцевой линии через совмещённый вестибюль                                                                                   |                                                               | 1995                          | ЭТ-2М                      | 4                                | 46,8              |
| Чкаловская                                                       | @10 @3      | северная часть станции; переход на станцию «Курская» Арбатско-Покровской линии |                                                               | 1996                          | ЭТ-30                      | 4                                | 18,6              |
| Шаболовская                                                      | @6          | выход в город |                                                               | 1980                          | ЭТ-2                       | 3                                | 46,4              |
| Шипиловская                                                      | @10         | южный вестибюль; выход в город |                                                               | 2011                          | Е-25Т                      | 3                                | 7,4               |
| Шоссе Энтузиастов                                                | @8          | выход в город |                                                               | 1979; планируется замена      | ЭТ-2                       | 3                                | 49,0              |
| Щукинская                                                        | @7          | юго-восточный вестибюль; выход в город |                                                               | 1975                          | ЛТ-5                       | 3                                | 9,6               |
| Электрозаводская (Арбатско-Покровская линия)                     | @3          | восточный торец станции; выход в город | 1944—2007 (Н-40-III)                                          | 2008                          | Е-55Т                      | 3                                | 31,4              |
| Электрозаводская (Большая кольцевая линия)                       | @11         | выход в город |                                                               | 2020                          | ЭС-03МС                    | 4                                | 13,6              |
| Электрозаводская (Большая кольцевая линия)                       | @11 @3      | переход на Арбатско-Покровскую линию |                                                               | 2024                          | ЭС-03МС                    | 4                                | 12,3              |
| Юго-Восточная                                                    | @15         | выход в город |                                                               | 2020                          | ЭС-03М                     | 4                                | 6,8               |
| Южная                                                            | @9          | северный вестибюль; выход в город |                                                               | 1983                          | ЭТ-5                       | 3                                | 6,6               |
| Южная                                                            | @9          | южный вестибюль; выход в город |                                                               | 1983                          | ЭТ-5                       | 2                                | 5,4               |
| Яхромская                                                        | @10         | северный вестибюль; выход в город |                                                               | 2023                          | ЭС-03К                     | 3                                | 11,2              |
| Яхромская                                                        | @10         | южный вестибюль; выход в город |                                                               | 2023                          | ЭС-03К                     | 3                                | 8,2               |

### Законсервированные наклонные ходы
| Станция       | Линии   | Расположение наклона и назначение эскалаторов                                                   | Годы эксплуатации | Причина консервации наклонного хода                                | Модель эскалаторов | Количество эскалаторов в наклоне | Высота подъёма, м |
| ------------- | ------- | ----------------------------------------------------------------------------------------------- | ----------------- | ------------------------------------------------------------------ | ------------------ | -------------------------------- | ----------------- |
| Деловой центр | @17     | центр зала; подъём с платформы на балкон                                                        | 2018—2024         | Закрытие участка для передачи в состав Рублёво-Архангельской линии | FT 935 VICTORIA    | 3+3                              | 4,0               |
| Деловой центр | @17     | восточный торец станции; подъём с платформы в совмещённый со станцией Филёвской линии вестибюль | 2018—2024         | Закрытие участка для передачи в состав Рублёво-Архангельской линии | FT 935 VICTORIA    | 3                                | 4,0               |
| Деловой центр | @17     | западный торец станции; подъём с платформы в вестибюль                                          | 2018—2024         | Закрытие участка для передачи в состав Рублёво-Архангельской линии | FT 935 VICTORIA    | 3                                | 4,0               |
| Деловой центр | @8А @17 | западный вестибюль; выход на 2 (в уровне земли) этаж ТРЦ «Афимолл-сити» (выход № 2)             | 2018—2024         | Закрытие участка для передачи в состав Рублёво-Архангельской линии | ЭС-03              | 3                                | 20,0              |
| Деловой центр | @8А @17 | западный вестибюль; выход на 1 (подземный) этаж ТРЦ «Афимолл-сити» (выход № 3)                  | 2018—2024         | Закрытие участка для передачи в состав Рублёво-Архангельской линии | FT 935 VICTORIA    | 3                                | 15,4              |
| Шелепиха      | @17     | северный вестибюль; выход в город                                                               | 2018—2024         | Закрытие участка для передачи в состав Рублёво-Архангельской линии | Schindler 9700АЕ   | 4                                | 13,14             |
| Шелепиха      | @17 @14 | южный вестибюль; выход в город и переход на МЦК через совмещённый вестибюль                     | 2018—2024         | Закрытие участка для передачи в состав Рублёво-Архангельской линии | Schindler 9700АЕ   | 4                                | 7,35              |

### Ликвидированные наклонные ходы
| Станция                               | Линии  | Расположение наклона и назначение эскалаторов | Годы эксплуатации      | Причина ликвидации наклонного хода | Модель бывших эскалаторов | Количество эскалаторов в наклоне | Высота подъёма, м |
| ------------------------------------- | ------ | --- | ---------------------- | --- | ------------------------- | -------------------------------- | ----------------- |
| Арбатская (Арбатско-Покровская линия) | @3 @1  | общий со станцией «Александровский сад» аванзал; выход в город через вестибюль, встроенный в здание Российской государственной библиотеки (малый наклон) | 1968—1997              | Вывод из эксплуатации эскалаторов серии ЛП-6 и её модификаций, низкий пассажиропоток для установки новых эскалаторов (поэтому заменены лестницей)  | ЛП-6И                     | 2                                | 5,7               |
| Чкаловская / Курская                  | @10 @5 | совмещённый со станцией «Курская» Кольцевой линии вестибюль; выход в город                                                                               | 1995—2021 (не работал) | Консервация в связи с «заморозкой» проекта строительства гостиницы. В настоящее время в связи со строительством гостиницы эскалаторы демонтированы | ЭТ-5М                     | 2                                | 5,6               |